# Lăng kính Sénarmont

Nguyên lý làm việc của lăng kính Sénarmont

Lăng kính Sénarmont là một loại kính lọc phan cực. Nó được làm từ hai lăng kính của vật liệu lưỡng chiết như canxit, thường được gắn với nhau. Lăng kính Sénarmont được đặt theo tên của Henri Hureau de Sénarmont. Nó tương tự với lăng kính Rochon và Wollaston.
Trong lăng kính Sénarmont, tia phân cực s (nghĩa là tia có hướng phân cực vuông góc với mặt phẳng chứa tất cả các tia, được gọi là mặt phẳng tới) đi qua mà không bị lệch, trong khi tia phân cực p (có hướng phân cực trong mặt phẳng tới) bị lệch (khúc xạ) tại giao diện bên trong sang một hướng khác. Cả hai tia tương ứng với các tia ban đầu (tia o) trong lăng kính thứ nhất, vì cả hai hướng phân cực đều vuông góc với trục quang, là hướng truyền. Trong lăng kính thứ hai, tia phân cực s vẫn không đổi (tia o, phân cực vuông góc với trục quang), trong khi tia phân cực p thay đổi (tia e), với thành phần phân cực dọc theo trục quang. Do đó, tia phân cực s không bị lệch do hiệu suất chiết suất không thay đổi trên mặt phân cách. Mặt khác, sóng phân cực p bị khúc xạ vì hiệu suất chiết suất thay đổi khi chuyển từ tia o sang tia e.
Lăng kính Sénarmont có cấu trúc và hoạt động tương tự như lăng kính Rochon, vì trong cả hai bản phân cực, tia không bị lệch là tia o sau mặt phân cách bên trong, trong khi tia bị lệch là tia e. Tuy nhiên, trong lăng kính Rochon, tia phân cực p vẫn là tia o ở cả hai phía của mặt phân cách, và do đó không bị lệch, trong khi tia phân cực s thay đổi từ tia o sang tia e và do đó bị lệch.